# Creu a la Constància en el Servei
Creu a la Constància en el Servei és una condecoració espanyola el reglament de la qual es va aprovar per Reial decret 682/2002 modificat per Reial Decret 1385/2011.
Té per finalitat recompensar i distingir als militars de complement, militars de tropa i marinería i als membres del Cos de la Guàrdia Civil pertanyents a l'Escala de Caporals i Guàrdies, per la seva constància en el servei i conducta no reprobable.

## Requisits
- Ser militar de complement, militar de tropa i marineria o membre de la Guàrdia Civil pertanyent a l'Escala de Caporals i Guàrdies.
- Tenir compliments quinze anys de serveis efectius per a la Creu de Bronze, vint-i-cinc anys per a la Creu de Plata i trenta anys per a la Creu d'Or.
- Haver observat una conducta irreprotxable.
- No tenir delictes o faltes sense cancel·lar en la seva documentació personal.

## Descripció
- Creu de Bronze a la Constància en el Servei: Creu de quatre braços triangulars, de base recta i costats corbs, en esmalt blanc, filetejada d'escates abrillantades de bronze en el seu color. El braç superior anirà sumat de corona reial de bronze, a la qual s'articula una anella circular del mateix metall, per a la seva unió a la cinta. Al centre de la creu un escut de contorn circular amb un filet de bronze en escates. En l'anvers, en camp d'atzur filetejat de bronze, Creu de Sant Jaume, en gules, filetejada de bronze; bordura en esmalt blanc, amb la inscripció en atzur: 'PREMI A la CONSTÀNCIA EN EL SERVEI'. El revers, ple d'atzur i bordura d'esmalt blanc. La cinta dividida en tres parts iguals en sentit longitudinal, sent la del centre de color carmesí i les altres dues de color groc torrat amb filets carmesí.

- Creu de Plata a la Constància en el Servei: Tindrà les mateixes característiques i mesures que la descrita, amb les següents diferències: el filetejat dels braços de la Creu serà de plata en escates, igual que el de l'escut de contorn circular; en aquest escut, el camp anirà filetejat de plata. La Corona Reial i l'anella seran, igualment, de plata.

- Creu d'Or a la Constància en el Servei: Tindrà les mateixes característiques i mesures que la descrita, amb les següents diferències: el filetejat dels braços de la Creu serà d'or en escates, igual que el de l'escut de contorn circular; en aquest escut, el camp anirà filetejat d'or. La Corona Reial i l'anella seran, igualment, d'or.

## Insígnies i passadors
| Insígnies i passadors |               |           |
|                       |               |           |
| Creu de Bronze        | Creu de Plata | Creu d'Or |